# پاسه
پاسه (به آلمانی: Passee) یک شهر در آلمان است که در نوردوست‌مکلنبورگ واقع شده‌است. پاسه ۱۹۵ نفر جمعیت دارد.